# Língua crioula de Limón
A  língua crioula de Limón (também chamado de crioulo inglês de Limón ou mekatelyu) é uma variante do patoá jamaicano falada na Costa Rica, província de Limón, na costa do Mar do Caribe. O patoá jamaicano foi introduzido em Limón por jamaicanos que migraram para a Costa Rica a fim de trabalhar nas plantações de banana e na estrada de ferro do Pacífico.
A língua crioula de Limón contém numerosos empréstimos do inglês e é semelhante a outras línguas da região - crioulo de Colón,  crioulo da Costa dos Mosquitos, crioulo belizenho e crioulo de Santo André e Providência.
O número de falantes do crioulo de Limón é inferior a 100 mil, e a língua não tem estatuto de língua oficial.